# Master of Laws
LLM kan också vara en förkortning av stor språkmodell.
Master of Laws är en engelsk/amerikansk påbyggnadsexamen i juridik. Det är också den engelskspråkiga benämningen på en svensk juristexamen.
Den som har avlagt Bachelor of Laws i Storbritannien eller Juris Doctor i USA och vill fördjupa sina kunskaper inom ett visst rättsområde kan fortsätta sina studier till Master of Laws.
Master of Laws förkortas LL.M., som är förkortning av latinets legum magister (två L för plural).
Master of Laws är även den engelska översättningen av en svensk examen i juridik, till exempel juris kandidat eller juristexamen. Anledningen till att "Laws" står i plural är att historiskt studerades romersk rätt och kanonisk rätt vid de juridiska fakulteterna. Trots att detta system för länge sedan övergivits ges fortfarande en examen i "Laws", det vill säga Master i romersk rätt och kanonisk rätt.